# كاهويل
كاهويل (بالإسبانية: Cáhuil) هي قرية تشيلية تقع على بعد 15 كيلومترًا (9.3 ميل) جنوب بتشيلمو، في مصب بحيرة نيلاهو، في إقليم أوهيغينز. يعتمد الاقتصاد على إنتاج الملح الساحلي والمحار والجوقة. كاهويل لاجون هو مكان مناسب لصيد الأسماك والسباحة والسفر بالقوارب.